# Pierre Aïm
Pierre Aïm (Parigi, 31 gennaio 1959) è un direttore della fotografia francese.

## Biografia
Ha curato le immagini dei primi tre lungometraggi diretti da Mathieu Kassovitz, fra cui L'odio (1995), che gli è valso la prima candidatura al Premio César per la migliore fotografia.

## Riconoscimenti
- Premio César per la migliore fotografia
  - 1996: candidato - L'odio
  - 2004: candidato - Monsieur N.
  - 2012: candidato - Polisse

## Filmografia parziale
- Jacques le fataliste, regia di Antoine Douchet (1993)
- Meticcio (Métisse), regia di Mathieu Kassovitz (1993)
- L'odio (La Haine), regia di Mathieu Kassovitz (1995)
- Assassin(s), regia di Mathieu Kassovitz (1997)
- Madeline - Il diavoletto della scuola (Madeline), regia di Daisy Von Scherler Mayer (1998)
- Im Juli, regia di Fatih Akın (2000)
- Love Bites - Il morso dell'alba (Les Morsures de l'aube), regia di Antoine de Caunes (2001)
- M'ama non m'ama (À la folie... pas du tout), regia di Laetitia Colombani (2002)
- Monsieur N., regia di Antoine de Caunes (2003)
- Janis et John, regia di Samuel Benchetrit (2003)
- Paris, je t'aime, episodio Quartier Latin, regia di Frédéric Auburtin e Gérard Depardieu, e sequenze di transizione (2006)
- Giù al Nord (Bienvenue chez les Ch'tis), regia di Dany Boon (2008)
- Le Bal des actrices, regia di Maïwenn (2008)
- Niente da dichiarare? (Rien à déclarer), regia di Dany Boon (2010)
- Polisse, regia di Maïwenn (2011)
- Une chanson pour ma mère, regia di Joël Franka (2013)
- Il condominio dei cuori infranti (Asphalte), regia di Samuel Benchetrit (2015)
- Omicidio al Cairo (The Nile Hilton Incident), regia di Tarik Saleh (2017)
- Tale madre, tale figlia (Telle mère, telle fille), regia di Noémie Saglio (2017)
- Vita nella banlieue (Banlieusards), regia di Kery James e Leïla Sy (2019)
- The Contractor, regia di Tarik Saleh (2022)
- La cospirazione del Cairo (Boy from Heaven), regia di Tarik Saleh (2022)
- Eagles of the Republic, regia di Tarik Saleh (2025)